# Jópoymom Primera Sección
Jópoymom Primera Sección är en ort i Mexiko.   Den ligger i kommunen Tancanhuitz och delstaten San Luis Potosí, i den centrala delen av landet, 250 km norr om huvudstaden Mexico City. Jópoymom Primera Sección ligger 64 meter över havet och antalet invånare är 112.
Terrängen runt Jópoymom Primera Sección är kuperad åt sydost, men åt nordväst är den platt. Runt Jópoymom Primera Sección är det ganska tätbefolkat, med 111 invånare per kvadratkilometer. Närmaste större samhälle är Tampate, 8,5 km väster om Jópoymom Primera Sección. I omgivningarna runt Jópoymom Primera Sección växer huvudsakligen savannskog.